# エクスビバイト
エクスビバイト (exbibyte) とはコンピュータの容量や記憶装置の大きさをあらわす情報の単位の一つ。EiBと略記される。
1 EiB = 260 B = 1,152,921,504,606,846,976 B
エクサバイトと違い百京バイトという意味で使えない。
2017年現在多くのLinuxディストリビューションで主流のファイルシステムであるext4(Extended File system 4)は最大1EiBのストレージを扱える。